# Garrison Kane
Garrison Kane est un super-héros appartenant à l'univers de Marvel Comics, il est surnommé Arme X. Il est apparu pour la première fois dans X-Force #2, en 1991.

## Origines
Garrison Kane était un membre du Six Pack, groupe de mercenaires commandé par Cable. Lors d'une mission, ils furent attaqués par Stryfe et Cable fut contraint de tirer sur Hammer, le paralysant à vie. Cable s'échappa dans le temps, abandonnant ses amis. Et Kane perdit ses bras et ses jambes.
Avec Wade Wilson, le programme Weapon X répara Kane en le transformant en cyborg, et l'impliquant au sein du Département K. Avec l'aide de G.W. Bridge, et après un combat contre le Front de libération mutant, Kane assembla Weapon Prime dont le but était d'arrêter Cable et X-Force. Quand Kane apprit la vérité sur Stryfe, il fut envoyé à l'époque future de Cable, où ses prothèses cybernétiques furent améliorées par le Clan Askani.
Revenu au XXe siècle, Kane pardonna à Cable et retourna dans le Six Pack, puis travailla un temps pour l'A.I.M, affrontant à l'occasion la Division Alpha et Wolverine.
Il rejoignit ensuite le nouveau programme Weapon X, qui augmenta son côté cyborg. Il devint l'assassin de l'organisation. Lors d'un conflit entre la Résistance de Cable et une révolte contre le directeur Malcolm McCord qui avait manipulé Madison Jeffries, Kane absorba la technologie du complexe pour sauver ses anciens partenaires, ce qui le tua.

## Pouvoirs
- Kane était un cyborg. Ses membres étaient des prothèses cybernétiques lui donnant une force surhumaine. De nombreux gadgets et armes étaient dissimulés dans ses bras.
- Ses yeux étaient aussi des organes cybernétiques, lui offrant l'infravision, et un système de visée assisté par ordinateur. Ils possédaient aussi un générateur holographique.
- Il pouvait se connecter aux ordinateurs et stocker toute information technologique, voire la contrôler.